# Fontenoy-le-Château
Fontenoy-le-Château är en kommun i departementet Vosges i regionen Grand Est (tidigare regionen Lorraine) i nordöstra Frankrike. Kommunen ligger i kantonen Le Val-d'Ajol som tillhör arrondissementet Épinal. År 2017 hade Fontenoy-le-Château 532 invånare.
Den 1 januari 2013 uppgick kommunen Le Magny i Fontenoy-le-Château.

## Befolkningsutveckling
Antalet invånare i kommunen Fontenoy-le-Château
| Referens: INSEE |